# Tachinus humeralis
Tachinus humeralis är en skalbaggsart som beskrevs av Johann Ludwig Christian Gravenhorst 1802. Tachinus humeralis ingår i släktet Tachinus, och familjen kortvingar. Arten har ej påträffats i Sverige.